# Giuseppe Maraschini
Giuseppe Maraschini (Milano, 21 luglio 1910 – Verona, 4 maggio 1995) è stato un ingegnere italiano, che durante la seconda guerra mondiale progettò, insieme all'ingegner Roberto Longhi, i caccia Re.2005 Sagittario e Re.2006 prodotti dalle Officine Meccaniche Reggiane di Reggio Emilia.

## Biografia

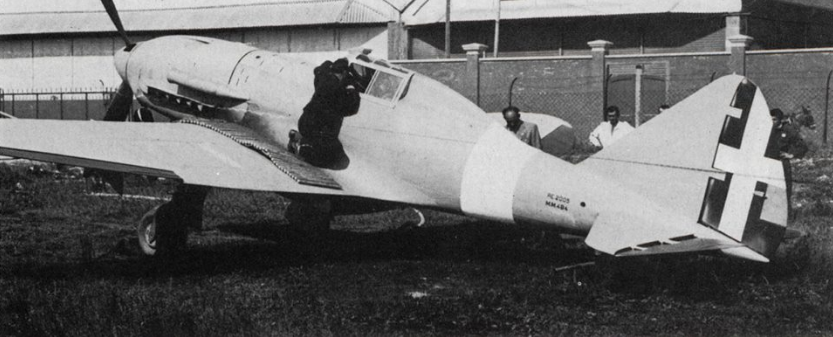
Un caccia Reggiane Re.2005 fotografato sul campo d'aviazione della ditta.

Nacque a Milano il 21 luglio 1910. Nel 1934 si laureò in ingegneria presso il Politecnico di Milano nel 1934, e a partire dal 1 luglio 1935 andò a lavorare presso la ditta Tecnomasio Italiano Brown Boveri di Milano. Conseguì la specializzazione in ingegneria aeronautica presso il Politecnico di Torino, e dal 1º dicembre 1936 al 4 gennaio 1937 fu dipendente presso l'azienda Montecatini di Milano. 
Il 1 ottobre 1937 fu assunto alle Officine Meccaniche Reggiane di Reggio Emilia, al cui interno iniziò a lavorare come ingegnere addetto all'ufficio tecnico sviluppo disegni dell'officina velivoli.
Nel 1940, all'interno dell'Ufficio Tecnico (Progetti Aviazione) diretto dall'ingegnere Giuseppe Bonomi, fu costituito un gruppo di lavoro distinto che doveva lavorare su un nuovo tipo di caccia derivato dal Reggiane Re.2001, e propulso dal potente motore tedesco Daimler-Benz DB 605, Nominato direttore di tale gruppo, iniziò subito a lavorare alla progettazione del nuovo aereo, elaborando con l'ingegnere Antonio Longo un'ala dotata di migliore caratteristiche di velocità e portanza. Questo lavoro diede vita al Reggiane Re.2005 costruito in piccola serie durante il corso della seconda guerra mondiale. 
Lavorò poi alla progettazione del caccia Reggiane Re.2006, il cui primo disegno da lui elaborato risale al 15 giugno 1943. Il prototipo di tale aeroplano rimase incompleto, e nel dopoguerra ogni ulteriore sviluppo, su decisione della autorità di occupazione Alleate, venne abbandonato.
Il 3 giugno 1950 lasciò il lavoro presso le Officine Meccaniche Reggiane, e l'anno successivo andò a lavorare presso la ditta Golfetto S.p.A. di Padova, dove rimase fino al 1952. L'anno successivo ritornò alle Officine Reggiane, oramai specializzatesi nelle costruzioni ferroviarie, rimanendovi fino al 1960. Dal 1961 fino al termine della sua carriera lavorativa fu in forza presso la C.O.S.I.D.E.R. di Genova. In pensione dal 1975 andò a vivere a Verona, dove si spense il 4 maggio 1995.

### Annotazioni
1. ↑  Oltre a Maraschini il gruppo era composto da Franco Antonietti, Gino Billi (impianti), Giuseppe Giovanardi (meccanica del carrello), Serchiani (fusoliera) e Dondi (ala).

### Fonti
1. 1 2 3  Ali nella Gloria n.41, agosto-settembre 2019, p. 74.
2. 1 2 3 4  Reggiane.
3. 1 2 3 4  Ali nella Gloria n.41, agosto-settembre 2019, p. 75.
4. ↑  Alegy 2001, p. 5.
5. ↑  Alegy 2001, p. 7.
6. ↑  Alegy 2001, pp. 42-43.
7. 1 2  Govi 1985, p. 127.